# قرد جنوبي إفريقي
أوسترالوبيثيكوس الأفريقي (بالإنجليزية: Australopithecus africanus)‏ هو نوع منقرض من الأوسترالوبيثيكوس، وهو أول نوع من الأنواع المبكرة من القردة ليتم تصنيفها على أنها من أشباه البشر في عام 1924. يعتقد أنها تعيش ما بين 3.3 و2.1 مليون سنة مضت، أو في زمن البليوسين وأوائل العصر الحديث الأقرب. ويعتبر سلفاً مباشراً للإنسان الحديث.
لم يتم العثور على أوسترالوبيثيكوس أفريقي إلا في جنوب إفريقيا في أربعة مواقع: كهوف ستيركفونتاين، وكهف جلاديسفال، وبلدة تونغ، وقرية ميكابنسجات.
في يناير 2019، أبلغ العلماء أن أوسترالوبيثيكس سيديبا مختلف عن التشابهات التشريحية لكل من أوسترالوبيثيكوس أفريكانوس الأقدم، وهومو هابيلس الأصغر سنًا.

## الحفريات الشهيرة

### طفل تونغ
أصبح ريموند دارت - رئيس قسم التشريح بجامعة ويتواترسراند في جوهانسبرغ بجنوب إفريقيا- مهتمًا بالحفريات التي عثر عليها في مقلع للحجر الجيري في تونغ بالقرب من كيمبرلي بجنوب إفريقيا عام 1924. وكان أكثر هذه العناصر واعدة هو جمجمة مخلوق شبيه بالقردة له سمات بشرية عند مدارات العين والأسنان والأهم من ذلك هو الفتحة الموجودة في قاعدة الجمجمة فوق العمود الفقري (الثقبة العظمى)؛ أشار موضعها إلى وجود وضعية عمودية تشبه الإنسان ويشير إلى وجود احتمال كبير بأن هذه القرود العليا الشبيهة بالبشر كانت ثنائية الحركة(تتحرك على ساقين)، على عكس الكائنات رباعية الحركة. قام دارت بتسمية العينة أوسترالوبيثيكوس الأفريقي وأطلق عليها أيضًا اسم «طفل تونغ».
كانت هذه هي المرة الأولى التي تسند فيها كلمة قرد رسميًا إلى أشباه البشر، والذي في الواقع أعلن أن سلالات البشر انحدرت في الأصل من القردة. افترض دارت أن جمجمة الطفل تونغ تمثل نوعأ وسيطا بين القرود والبشر؛ لكن المجتمع العلمي رفض إدعائه، وذلك احتراماً للفكرة الواسعة الانتشار التي مفادها أن التطور المبكر لمسار البشر يتطلب أن تسبق الجمجمة الكبيرة الحركة ثنائية. تم دعم هذه الرفض بسبب الاعتقاد السائد آنذاك –خاصة في الأوساط الأكاديمية البريطانية- بأن إنسان بلتداون كان السلف المحتمل لنسب البشر. (اعتُبر إنسان بلتداون بأنه حفريات كاذبة تم تزوريها.)
كان آرثر كيث زميلًا في علم التشريح وعالمًا في الأنثروبولوجيا في عام 1924، ونظرت تحيزاته الشخصية إلى أوروبا - وليس إلى آسيا أو إفريقيا- باعتبارها المكان الذي سيظهر فيه البشر الهنود الأوائل. رفض آرثر كيت ادعاء دارت، واقترح بدلاً من ذلك أن جمجمة طفل تونغ تنتمي إلى قرد صغير، على الأرجح غوريلا رضيع أو شمبانزي. كان إصرار كيث في شجب إمكانية أوسترالوبيثيكوس في حين يبرر مدى معقولية رجل بيلتداون دورًا أساسيًا في ربط المسألتين معًا بشكل معقد لأكثر من جيل.
كرس آرثر نفسه في الدفاع عن إنسان بلتداون، وتدهورت سمعته كثيرًا بعد كشف الخدعة عام 1953. أوضح فيليب توبياس ف مقالة نشرت في مجلة الأنثروبولوجيا الحالية عام 1992 تاريخ الحقيق في هذه الخدعة بالتفصيل؛ كما ناقش أوجه التضارب في تصريحات كيث وأفعاله مع الأعضاء المعاصرين في مجتمع العلوم. تسبب عداء كيث المستمر تجاه اكتشاف طفل تونغ بعواقب وخيمة حيث استغرق الأمر ما يقرب من 30 عامًا قبل أن تكشف أساليب العلم عن خدعة إنسان بلتدوان، وأيدت صحة ادعاءات الأوسترالوبيثيكوس الأفريقي الشبيه بالبشر.

### السيدة بليس
أيد روبرت بروم -عالم الحفريات في متحف ترانسفال للتاريخ الطبيعي في بريتوريا- نظرية دارت، والتي تشير إلى أن الجمجمة المعروفة باسم طفل تونغ كان سلفًا بشريًا. في عام 1936، أسفرت كهوف ستيركفونتاين عن أول أوسترالوبثيسين بالغ، وهذا عزز بشكل كبير تأييد بروم لادعاءات دارت. صنف بروم في وقت لاحق قالبًا داخليًا بالغًا لديه قدرة دماغية تبلغ 485 سم مكعب على أنها بليسيانثروبوس ترانسفالينسيس. في أبريل 1947، اكتشف بروم وجون ت. روبنسون جمجمة تنتمي إلى امرأة في منتصف العمر والذي صنفها أيضًا باسم بليسيانثروبوس ترانسفالينسيس (أطلق عليها اسم «السيدة بليس» من قبل زملاء بروم في العمل، على الرغم من أن الجمجمة يعتقد الآن أنها تنتمي إلى ذكر شاب).
صنفت هذه الحفريات فيما بعد على أنها أسترالوبيثيكوس أفريقي.
كانت السيدة بليس -التي تبلغ سعة جمجمتها حوالي 485 سم مكعب- واحدة من الحفريات الأولى التي كشفت أن المشي في وضع معتدل عمودي (الحركة ثنائية القدم) قد تطور قبل وقت طويل من أي نمو كبير في حجم الدماغ.

### ليتل فوت
في عام 1997، بدأ عالم الحفريات القديم رونالد ج. كلارك في استخراج بقايا هيكل عظمي شبه كامل من أسترالوبيثكوس يدعى ليتل فوت، والذي تم اكتشافه سابقًا في أحد الكهوف في ستيركفونتاين؛ وأوشك استخراج وتحليل العينات على الانتهاء في عام 2018.
صنف ليتل فوت حاليًا على أنه من أوسترالوبيثيكوس أفريقي؛ ويقترح كلارك أن ليتل فوت لا ينتمي إلى أي نوع من الأفريقي ولا إلى أفارينيسيس، ولكن تنتمي إلى نوع من أنواع أوسترالوبيثيكوس فريدة من نوعها وجدت في ستيركفونتاين وميكابانسجات. أرخ التحليل الذي أًجري -في عام 2015- بواسطة تقنية النظائر المشعة الجديدة عينة ليتل فوت إلى حوالي 3.7 مليون سنة.

## التشكل والتفسيرات
كان أوسترالوبيثيكوس الأفريقي مشابهًا لأوسترالوبيثيكوس أفارينيسيس في العديد من الصفات، وهو شبيه بشري له ذراعين أطول قليلًا من الساقين، ويتميز بسمات قحفية متطورة تشبه إلى حد ما الإنسان؛ ولكن أيضًا له سمات بدائية بما في ذلك الأصابع المنحنية التي تشبه القرود وتتكيف مع تسلق الأشجار.
بدلًا من أن يكون سلفًا مباشرًا لأشباه البشر وبالتالي البشر، يعتقد بعض الباحثون أن أوسترالوبيثيكوس الأفريقي تطور ليصبح بارانثروبوس (بالتحديد أن بارانثوراس روباستاس ينحدر من أوسترالوبيثيكوس الأفريقي). يبدو أن جمجمة بارانثوراس روباستاس وجمجمة أوسترالوبيثيكوس الأفريقي متشابهتان للغاية، على الرغم من الميزات الأقوى لبارانثوراس روباستاس والتي تشبه الموجودة في حيوانات الغوريلا الموجود حاليًا. من ناحية أخرى، كان لدى أوسترالوبيثيكوس الأفريقي جمجمة تشبه إلى حد بعيد الشمبانزي الحديث؛ ومع ذلك مقياس كلا العقلين حوالي 400 إلى 500 سم، وربما يقدمان ذكاءًا يشبه القرد. أشارت دراسة أجريت عام 2015 على عظام اليد في أوسترالوبيثكوس الأفريقي إلى أن أنواعه لديها نمط عظام تربيقي يشبه الإنسان في مشط القدم مع اختلاف قوي للإبهام والأصابع التي اعتُمدت عادة أثناء استخدام الأداة.

## مثنوية الشكل الجنسية
لقد تم مؤخرًا وصف أدلة على مثنوية الشكل الجنسية التي تشبه الإنسان في العمود الفقري القطني في رئيسيات أوسترالوبيثيكوس الأفريقي ثنائية القدم. يُنظر إلى هذا الشكل من أشكال التشكل على أنه تكيف تطوري من قبل النساء ذوات القدمين من أجل تحمل الحمل بكفاءة أكبر على العمود القطني أثناء الحمل، وهو تكيف لا تحتاجه الرئيسات غير ثنائية القدم.

## التاريخ الجيولوجي

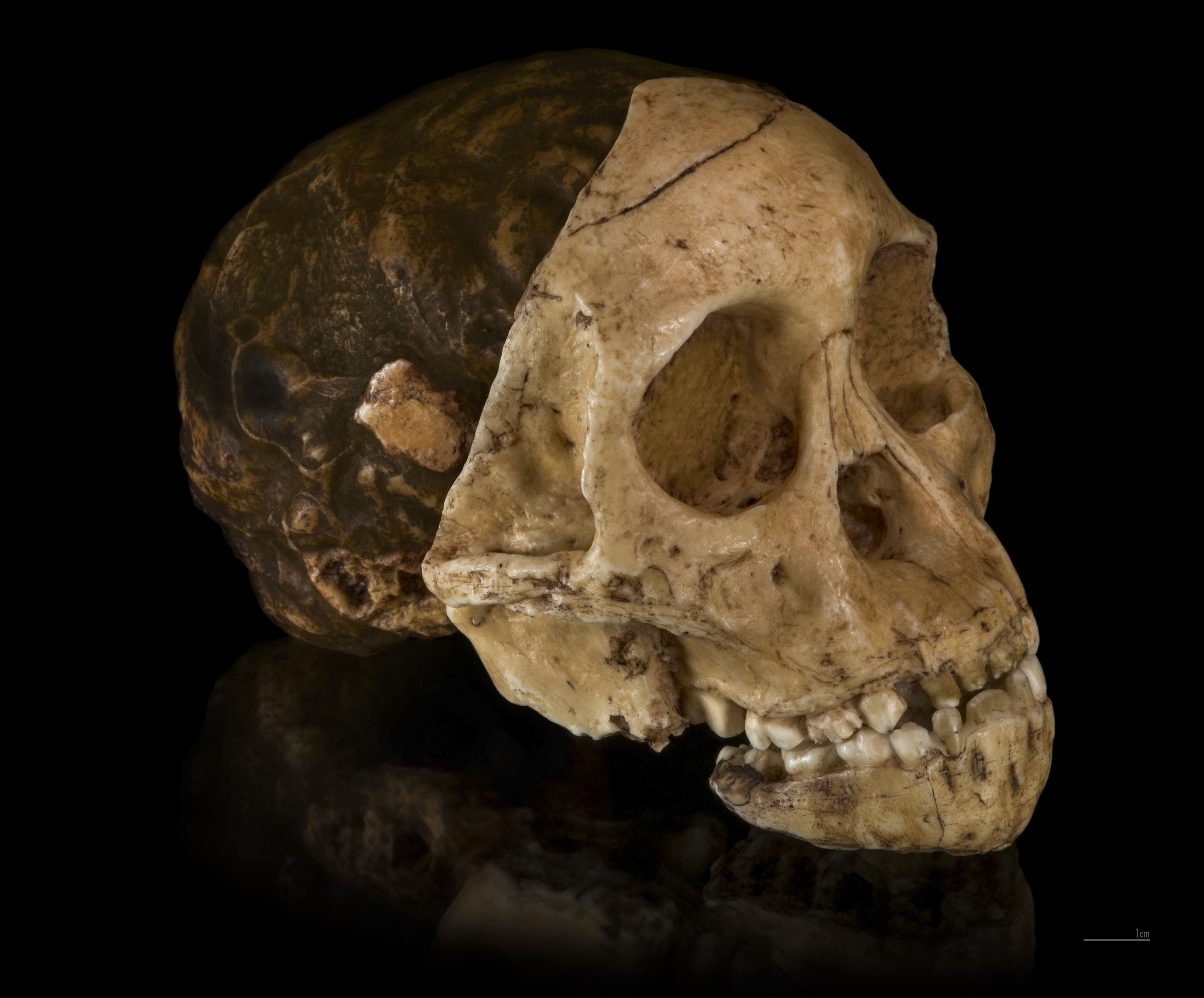
أوسترالوبيثيكوس الأفريقي - جمجمة طفل التاونغ

أُرخت العينة القديمة لليتل فوت بعد التحليل الأخير لها إلى حوالي 3.7 مليون عام، وهذا يدعم ادعاء رونالد كلارك بأنها من الأنواع غير المعروفة سابقًا مع شخصيات مشابهة لبارنثوراس روباستاس، وأطلق عليه أوسترالوبيثيكوس بروميثيوس. كان التعارف في وقت سابق قد وضعه بين 3.0 و 2.0 مليون عامًا بناءً على تحليلات مجتمعة للبالايومغناطيسية، والرنين المغزلي للإلكترون، وتاريخ الحيوانات.
أحافير ميكابانسجات مؤرخة في الفترة ما بين 3.0 و 2.6 مليون سنة؛ ويوجد في كهوف ستيركفونتاين حاليًا ماتم تأريخه بين 2.6 إلى 2.0 مليون سنة، مع أحافير السيدة بليس التي يرجع تاريخها إلى حوالي 2 مليون سنة، وايضُا تاريخ حفريات جلاديسفال بين حوالي 2.4 إلى 2.0 مليون سنة.